# Виноградов, Иван Александрович
Иван Александрович Виноградов (28 августа 1868, село Прутня, Новоторжский уезд, Тверская губерния — 3 ноября 1935, Ленинград) — российский историк и краевед, заведующий Тверским историко-археологическим музеем, статский советник (1910).

## Биография
Родился в семье священника.
Окончил Тверское духовное училище, Тверскую духовную семинарию (1886), Московскую духовную академию (1890) и Санкт-Петербургский археологический институт (1894).
Преподаватель истории в Пермской духовной семинарии (1890), затем в Тверской духовной семинарии, коллежский асессор (1894).
Член Тверской учёной архивной комиссии (1895), правитель дел и казначей Тверской учёной архивной комиссии (1899), редактор и издатель её печатных трудов, помощник хранителя Тверского историко-археологического музея (1898), участник I областного археологического съезда (1901) и секретарь II областного археологического съезда (1903).
Обвенчан со вдовой друга Прасковьей Ивановной Митропольской (1904).
Смотритель Тверского духовного училища, член епархиальных миссионерского и училищного советов, Религиозно-просветительного братства святого благоверного князя Михаила Тверского, статский советник (1910).
Награждён орденом Святого Владимира 4-й степени.
Автор многочисленных фотографий городской архитектуры Твери.
В 1918 году член Поместного собора Православной российской церкви по избранию от Тверской епархии как заместитель Д. И. Волкова, участвовал во 2-3-й сессиях, член II, XIII, XV отделов.
В январе 1918 года товарищ председателя съезда духовенства и мирян Тверской епархии.
В 1919—1927 годах заведующий Тверским историко-археологическим музеем.
С 1920 года председатель Тверского комитета научных библиотек.
С 1924 года член-учредитель, затем товарищ председателя Общества по изучению Тверского края, редактор издания его «Материалов», член словарного отдела Института языка и мышления Академии наук.
В 1925 году член комитета Тверской губернской производственно-промышленной выставки, казначей её технического бюро.
В 1926 году организатор и докладчик на Первой конференции по изучению естественных и производственных сил Тверской губернии.
В 1927 году приговорён к ссылке в Сибирь на 5 лет, по ходатайству академиков заменённой на трёхлетнюю высылку в Новгород.
С 1928 года сотрудник Новгородского музея и Библиотеки Академии наук, участвовал в составлении славянского словаря.
С 1934 года консультант Калининского краеведческого музея.
Скончался 3 ноября 1935 года от инфаркта, похоронен на Волковском кладбище Санкт-Петербурга.

## Сочинения
- Колонизация Тверского края славянами. Рукопись // ГА Тверской обл. Ф. Р-2691. Оп. 1. Д. 296.
- Археологическая экскурсия в село Кожино и города Кашин, Калязин и Углич. Тверь, 1901.
- Исторические судьбы святого града Иерусалима. СПб., 1902 (2-е изд.).
- О надписи на Стерженском кресте. М., 1902.
- О самоистреблении в русском расколе; К статистике старообрядцев и сектантов в Тверской губ.; Инок справщик Арсений Глухой; Татаринова в Кашинском монастыре // Сб. Тверского общества любителей истории, археологии и естествознания. Вып. 1. Тверь, 1903.
- Тверь 29 января // Тверские епархиальные ведомости. 1904. № 4.
- Св. Иоанн Златоуст; Набег Шемяки на город Кашин // Тверские епархиальные ведомости. 1908. № 15/16, 34.
- Новые данные по истории Тверского княжества. Княжение Бориса Александровича (1425—1461 гг.). Тверь, 1908.
- Св. Арсений, епископ Тверской. Тверь, 1909.
- Двадцатипятилетний юбилей Тверской ученой архивной комиссии. Тверь, 1911.
- Речь // Тверские епархиальные ведомости. 1913. № 1. С. 6.
- Археологическая экскурсия в Отроче монастыре // Тверские епархиальные ведомости. 1914. № 16/17.
- К археологии Весьегонского у. Тверь, 1915.
- Отцам благочинным Тверской епархии // Тверские епархиальные ведомости. 1918. № 1/4.
- Тверской музей в 1924-25 отчетном году // Тверской край. 1925. № 1.